# Ragályi Ferdinánd
Kis-csoltói Ragályi Ferdinánd Nándor (Ragály, 1814. – Ragály, 1881. március 27.) földbirtokos, politikus, országgyűlési képviselő.

## Élete
Ragályi Gedeon birtokos és Csernyus Apollónia fia. Iskoláit Sárospatakon végezte 1834-ben; az 1832–36-os pozsonyi országgyűlésen joggyakornok volt. Beutazta Svájcot, Olaszországot és Németországot. Mint a haladó-párt független tagja részt vett az 1840-es években a megyei mozgalmakban; hivatalt azonban nem vállalt. 1848-ban Gömör vármegyének rozsnyói kerületéből országgyűlési képviselő (mint kormánybiztos is működött az alvidéken) volt. 1848. október 3-án élelmezési biztosa lett a dunántúli seregnek, 1849. január 13-án pedig Luzsénszky Pállal együtt nevezte őt ki kormánybiztosnak Kossuth Lajos Görgey Artúr táborába.  1861-ben és 1866-ban ugyancsak a rozsnyói kerületben választották meg országgyűlési képviselőnek. 1875-ben az országgyűlésen Makót képviselte.

## Munkája
- Országgyűlési beszéde. Pest, 1861. (Mihályi Gábor és Ballagi Mór beszédükkel együtt.)